# Lista gazet i czasopism Olsztyna
Lista gazet i czasopism Olsztyna (dot. Olsztyna lub wydawanych w Olsztynie).

## Gazety polskie wydawane w Olsztynie do 1939 r.
- Gazeta Olsztyńska (1886-1939) (1886), (1903) (1918), (1936)
- Nowiny Warmińskie (1891)
- Gazeta Olsztyńska – Gość Niedzielny (1893)
- Warmiak (1904)
- Gazeta Olsztyńska – Gospodarz (1921), (1927)
- Gazeta Olsztyńska – Gość Niedzielny (1921)
- Gazeta Olsztyńska – Wiadomości Gospodarcze (1930)
- Gazeta Olsztyńska – Rolnik (1935)
- Gazeta Olsztyńska – Zdrowie (1935)

## Gazety niemieckie wydawane w Olsztynie do 1945 r.
- Amtliches Kreisblatt (1901), (1903), (1923), (1925)
- Allensteiner Volksblatt (1903), (1904), (1930)
- Allensteiner Zeitung (1904), (1920), (1941), (1944)
- Amtsblatt (1914)
- Allensteiner Zeitung – Illustrierte Rundschau (1936)

## Gazety niemieckojęzyczne o Olsztynie wydawane w Niemczech po 1945 r. lub w Olsztynie
- Allensteiner Brief (1951), 1964, 1979
- Allensteiner Heimatbrief (1984), 2001, 2004
- Mitteilungsblatt (od 1994,Biuletyn wydawany przez Związek Stowarzyszeń Niemieckich Warmii i Mazur w Olsztynie)
- Elchbote (1992)
- Heimatbrief Landkreis Allenstein (1996)
- Jomen – Post (1998)
- Allensteiner Nachrichten (2004)
- Masurische Storchenpost – Mazurska Poczta Bociania (od 1991, miesięcznik wydawany przez Stowarzyszenie Mazurskie, redagował Tadeusz Zygfryd Willan, później Krystyna Binek)

## Polskie gazety wydawane w Olsztynie po 1945 r.
- Dziennik Pojezierza (1990)
- Dziennik Pojezierza – Magazyn (1986)
- Dziennik Północy (1990-1991 wydawany przez spółkę „Mirel”)
- Gazeta Olsztyńska (1980, 1984, 1999)
- Gazeta Olsztyńska – Magazyn (1980, 2001)
- Gazeta Olsztyńska – Archipelag (1986)
- Gazeta Olsztyńska – Dom i My (2004)
- Gazeta Olsztyńska – Extra (2004)
- Gazeta Olsztyńska – Gazeta Akademicka WSIiE TWP (2004)
- Gazeta Olsztyńska – Gazeta Gospodarcza (2004)
- Gazeta Olsztyńska – Gazeta Uniwersytecka (1999, 2004)
- Gazeta Olsztyńska – Głos Eko (2004)
- Gazeta Olsztyńska – Nasza Praca (2004)
- Gazeta Olsztyńska – Nasze Zdrowie (2004)
- Gazeta Olsztyńska – Nie przegap (2004)
- Gazeta Olsztyńska – Olsztyn dzień po dniu (2004)
- Gazeta Olsztyńska – Reporter (2004)
- Gazeta Olsztyńska – Gazeta Teatralna Olsztyńskiego Teatru Lalek (2005)
- Gazeta Olsztyńska – Gazeta Teatralna (2000)
- Gazeta Olsztyńska – Gazeta na Lato (2000, 2001)
- Gazeta Olsztyńska – Przed niedzielą (2000)
- Gazeta Olsztyńska – Bywalec (2003)
- Gazeta Olsztyńska – Gazeta Sportowa (2003)
- Gazeta Olsztyńska – Ja i Ty (2003)
- Gazeta Olsztyńska – Automania (2004)
- Gazeta Olsztyńska – Autorynek (2004)

- Gazeta Wyborcza – Gazeta Warmii i Mazur (od 1992 do 2001)
- Gazeta Wyborcza – Olsztyn (od 2001)
- Gazeta Wyborcza – Świąteczna (2004)
- Gazeta Wyborcza – Praca (2004)
- Gazeta Wyborcza – Sport (2004)

- Głos Olsztyński (od 1951 r. do 1970, przekształcony w „Gazetę Olsztyńską”)
- Głos Olsztyński – Świat i My (1955)
- Głos Olsztyński – Archipelag (1966) (kontynuacja dodatku Rzeczywistość)
- Głos Olsztyński – Trybuna Młodych (od połowy lat pięćdziesiątych)
- Głos Olsztyński – Rzeczywistość (od połowy lat pięćdziesiątych)
- Głos Olsztyński – Głos Młodych (od połowy lat pięćdziesiątych)
- Głos Olsztyński – Nasza Wieś (od połowy lat pięćdziesiątych)
- Nasz Olsztyniak
- Olsztyński Głos Ludu (1948, mutacja dziennika Polskiej Partii Robotniczej „Głos Ludu”, po utworzeniu PZPR ukazywał się jako wydanie „Trybuny Ludu” dla województwa olsztyńskiego)

- Super Express (od 1994, 1996, mutacja olsztyńska)
- Super Express – Weekend (1998)
- Super Express – Olsztyniak (1998)
- Wiadomości Mazurskie (1945, redagowane przez Ludwika Zielińskiego, ukazywały się trzy razy w tygodniu, ukazało się 36 numerów. Potem jako popołudniówka, ostatni numer ukazał się w 1947 r.)
- Życie Olsztyńskie (mutacja „Życia Warszawy”, 1947 r., dziennik)

## Polskie czasopisma i periodyki wydawane w Olsztynie po 1945 r.
- 5 plus x (od 1994 r.)
- Aktualności (2004)
- Alians. Miesięcznik Rozrywkowo-Reklamowy (bezpłatne pismo reklamowo-ogłoszeniowe)
- Androgyne. Pismo kulturalno-literackie (od 2000 r.)
- Anonse. Gazeta Bezpłatnych Ogłoszeń
- Anonse Warmińsko-Mazurskie (2004)
- AS Biznes (bezpłatne pismo reklamowo-ogłoszeniowe)
- Auto-Giełda Warmia i Mazury (2004)
- Auto Reklama (bezpłatne pismo reklamowo-ogłoszeniowe)
- Bez wierszówki (2004, miesięcznik Warmińsko-Mazurskiego Oddziału Stowarzyszenia Dziennikarzy Polskich, redaktor naczelny Ireneusz St. Bruski)
- Bibliotekarz Warmińsko-Mazurski (2000)
- BiB (bezpłatne pismo reklamowo-ogłoszeniowe)
- BiB Informator Budowlany (2003)
- BiB Informator Medyczny (2004)
- Biuletyn Centrum Integracji Społecznej w Olsztynie (2004)
- Biuletyn Informacyjny (olsztyńskiej „Solidarności”, od października 1980 do stycznia 1981)
- Biuletyn Informacyjny (1981, biuletyn komitetu miejskiego PZPR)
- Biuletyn Informacyjny (Olsztyńskie Stowarzyszenie Dziennikarzy PRL, 1989)
- Biuletyn Informacyjny OSM (od 2002 r.)
- Biuletyn Informacyjny – PRO PATRIA (2005, biuletyn Stowarzyszenia Represjonowanych w Stanie Wojennym Regionu Warmińsko-Mazurskiego)
- Biuletyn Informacyjny WUP w Olsztynie (2004)
- Biuletyn Komitetu Strajkowego OZGraf. (1981)
- Biuletyn Parafialny (2002, 2004)
- Biuletyn Rady ds. Rodziny Województwa Warmińsko-Mazurskiego (wydawany nieregularnie od 1999 r.)
- Biuletyn Towarzystwa Naukowego im. Wojciecha Kętrzyńskiego
- Biuletyn Warmińsko-Mazurski Związek Koszykówki (2004)
- Borussia (Borussia. Kultura-Historia-Literatura, półrocznik wydawany od czerwca 1991 r.)
- Brzask (1957-1961, pismo przeznaczone dla młodzieży harcerskiej Chorągwi Warmińsko-Mazurskiej, dodatki: „W Republice Zuchów”, „Perkoz”, „Kormoran”)
- Czcionka i Słowem (1958)
- Dialog (2004)
- „Debata” (od 2007) Prawicowy miesięcznik, historyczno-polityczny. (Wydawca: Bogdan Bachmura) – strona internetowa czasopisma z numerami archiwalnymi w wersji elektronicznej
- Dziennik Urzędowy Województwa Warmińsko-Mazurskiego
- „Echo” (gazetka pocztowców olsztyńskich, początkowo odbijana na hektografie, potem drukowana techniką typograficzną, 1946)
- Echo Pojezierza (od 2000 r., 2004)
- Echo Wspomożycielki (pismo parafialne, ukazuje się od 1999 r.)
- Ekspres Pojezierza (1999, efemeryda, tygodnik pod red. Janusza Soroki)
- Forystyka. Prywatny Kwartalnik (pierwszy numer ukazał się w 1990 r.)
- Gazeta Studencka (2005)
- Gazeta Warmińska (1993-1995, tygodnik informacyjny pod redakcją Adama J. Sochy, wydawany przez Adama Kowalczyka
- Gilotyna II (2002)
- Głos („Głos. Pismo mieszkańców Warmii i Mazur”, od 1990, pod redakcją Zbigniewa Zemanowicza, dwutygodnik, w 1994 przekształcone w „Panoramę Warmii i Mazur”)
- Głos Kortowa (1966)
- Głos Rotary (od 2004, w dwóch jednakowych mutacjach językowych: polskiej i ukraińskiej, organ stowarzyszenia Rotary International – Dystrykt 2230 pod redakcją Bohdan Kurowski|Bohdana Kurowskiego)
- Głos Ziemi (1945)
- Indeks (1984, efemeryda, wyszło 6 numerów)
- Informator Handlowo-Usługowo i Medyczny (bezpłatne pismo reklamowo-ogłoszeniowe)
- Informator Handlowy Zaopatrzeniowca (bezpłatne pismo reklamowo-ogłoszeniowe)
- Informator Medyczny Prywatnej Służby Zdrowia (bezpłatne pismo reklamowo-ogłoszeniowe)
- Informator Olsztyński „OLBIT” (bezpłatne pismo reklamowo-ogłoszeniowe)
- Inicjatywy (od 1987, red. przez Igora Hrywnę i Jerzego Szmita)
- Inicjatywy Warmińskie (1989, prywatne pismo niezależnej inteligencji olsztyńskiej pod redakcją Adama J. Sochy, wydawcy: Bogdan Bachmura i Jerzy Szmit)
- Interpelacje (1971)
- Jaroty (od 1990, 2004)
- Jedność. Pismo Ruchu Światło-Życie Archidiecezji Warmińskiej (1993-1995)
- Jeszcze Polska (tygodnik, ukazywał się w 1995 r. pod redakcja Sławomira Fafińskiego)
- Kajet – Warmińsko-Mazurski Informator Oświatowy (dwumiesięcznik, od 1994, pismo Kuratorium Oświaty i Wychowania, Wojewódzkiego Ośrodka Metodycznego, Pedagogicznej Biblioteki Wojewódzkiej oraz Poradni Psychologiczno-Pedagogicznej nr 1)
- Kameleon. Co? Gdzie? Kiedy? (bezpłatne pismo reklamowo-ogłoszeniowe)
- Kartki Mazurskie (1999, 2000, 2004)
- Katecheza na Warmii (kwartalnik Wydziału Nauki Katolickiej Kurii Metropolitalnej Archidiecezji Warmińskiej, ukazuje się od lutego 1996 r.)
- Komunikaty
- Komunikaty Międzyśrodowiskowego Koła Polskiego Towarzystwa Ekonomicznego (194)
- Komunikaty Mazursko-Warmińskie (2001)
- Kormoran (1975, 2004) (organ Olsztyńskich Zakładów Opon Samochodowych „Stomil”, od 1967 r., początkowo jako miesięcznik, następnie dwutygodnik, dodatki: „Kormoranik”, „Kormoran Literacki”. Od 2004 dwumiesięcznik wydawany przez Spółkę Akcyjną Michalin Polska)
- Kormoran Literacki (1976) (dodatek do „Kormorana”, przygotowywany przez Klub Młodych Pisarzy Wojewódzkiej Federacji Socjalistycznych Związków Młodzieży Polskiej)
- Kulisy Warmii i Mazur (od 2000, tygodnik wydawany przez Stowarzyszenie Inicjatyw Obywatelskich)
- Kupiec. Magazyn Handlowy
- Kurier Likuski (od 1996)
- Kurier Ludowy (1991, efemeryda, dwutygodnik PSL pod redakcją Henryka Monkiewicza)
- Kurier Olsztyński. Przegląd Wiadomości Miejskich (efemeryda, 1991, pod red. Ryszarda Ustyjańczuka)
- Kwartalnik Demokratyczny (1996-1989, wydawany przez Wojewódzki komitet Stronnictwa Demokratycznego, redakcja – Waldemar Żebrowski)
- Mazury i Warmia (1955)
- Merkuriusz Szkolny (od 1958, ukazywał się systematycznie przez 20 lat, wydawany techniką małej poligrafii, pismo młodzieży I Liceum Ogólnokształcącego im. A. Mickiewicza w Olsztynie; pismo wydawane z przerwami do dziś)
- Miłosierdzie (2004)
- Myśliwiec Warmińsko-Mazurski (od marca 1997, kwartalnik Mazurskiej Okręgowej Rady Łowieckiej i Zarządu Okręgowego Polskiego Związku Łowieckiego)
- Nasz Olsztyniak (2004)
- Nasza Dzielnica (1970, 1974)
- Nasza Gazeta (1999, ukazał się jeden numer, pismo Miejskiego Olsztyńskiego Klubu Sportowego „Stomil”)
- Nasza Parafia (pismo parafii św. Jakuba w Olsztynie, ukazuje się od 1994 r.)
- Nasza Praca (1955)
- Nasza Sztafeta (1956)
- Nasza Wieś (1970, 1989)
- Nasza Służba (1989, biuletyn Duszpasterstwa Harcerzy i Harcerek miasta Olsztyna)
- Nasza Wspólnota (2005)
- Nazaret (Pismo wspólnoty parafialnej św. Józefa w Olsztynie (ukazuje się od 1996 r.)
- Nowe Ody (1981, pismo studentów WSP w Olsztynie)
- Nowe Życie Olsztyna, miesięcznik, kolorowy, wydawany od 2004 r.
- Nurty (od 1985 redagowane przez Igora Hrywnę)
- Obwód Kaliningradzki. Przegląd faktów, wydarzeń, opinii (Biuletyn Towarzystwa Naukowego i Ośrodka Badań Naukowych im. Wojciecha Kętrzyńskiego w Olsztynie)
- Olsztynianka. Biuletyn Informacyjno-Reklamowy dla Pań… i nie tylko! (bezpłatne pismo reklamowo-ogłoszeniowe)
- Olsztyńska Gazeta Gospodarcza (2004)
- Olsztyński Głos Ludu (1948)
- Olsztyński Informator Kulturalny OiK (1996)
- Olsztyński Informator Medyczny (2003)
- Olsztyński Kurier Obywatelski (1989-1990)
- Olsztyński Poradnik Adresowy (bezpłatne pismo reklamowo-ogłoszeniowe)
- Olsztyński Rotarianin (1999)
- Olsztyński Tygodnik Ogłoszeniowy (bezpłatne pismo reklamowo-ogłoszeniowe)
- Olsztyński Tygodnik Telewizyjny (2004)
- Olsztyńskie Wiadomości (1994)
- Osiedlowe Forum (1994-1995)
- Panorama Północy (1970, do 1981) (tygodniowy magazyn ilustrowany, powstały w 1956 z inicjatywy Stowarzyszenia Społeczno-Kulturalnego „Pojezierze”, magazyn regionalny o zasięgu ogólnopolskim, trzeci po katowickiej „Panoramie” i krakowskim „Przekroju”)
- Panorama Warmii i Mazur (od 1994, miesięcznik)
- Pismo Akcji Katolickiej Archidiecezji Warmińskiej (kwartalnik wydawany od lutego 1997)
- Pomost. Głos Tajnego Robotnika Polski Walczącej i Obrony Społeczeństwa (wydawany i redagowany przez Tadeusza Koziura, ukazywało się nieregularnie w latach 1992-1994)
- Portret (od 1995 r.)
- Posłaniec Warmiński (1985, 2004)
- Przegląd Turystyczny. Magazyn Informacyjny Warmii i Mazur (od 1996, dwumiesięcznik wydawany przez Polską Izbę Turystyki Oddział Warmińsko-Mazurski Olsztyn)
- Przegląd Warmiński (2000, początkowo miesięcznik, następnie dwutygodnik, organ Starostwa Powiatu Olsztyńskiego)
- Przemiany (1967)
- Puls Regionu. Magazyn Samorządów Województwa Warmińsko-Mazurskiego
- Redemptor (miesięcznik parafii Chrystusa Odkupiciela Człowieka, ukazuje się od 1994 r.)
- Region Warmińsko-Mazurski (dwutygodnik ukazujący się od 2000 r., wydawany przez Katolickie Stowarzyszenie Społeczno-Gospodarcze Diecezji Warmińskiej im. Stanisława kardynała Hozjusza, pod redakcją Zenona Złakowskiego)
- Rezonans (1981, 1982, wznowiono w 1983, pismo NSZZ „Solidarność” Regionu Warmińsko-Mazurskiego))
- Rolnicze abc (Poradnik Ośrodków Doradztwa Rolniczego i Uniwersytetu Warmińsko-Mazurskiego w Olsztynie)
- Rodzina Pieczewska (pismo parafialne ukazujące się od 1997 r.)
- Rota (1981, biuletyn Regionalnej Sekcji Pracowników Oświaty i Wychowania „Solidarność”
- Sami Sobie (1989, biuletyn czytelników Filii nr 1 Biblioteki Publicznej w Olsztynie)
- Serwis Informacyjny (1981, biuletyn informacyjny Komitetu Wojewódzkiego PZPR)
- Silva Rerum. Nauka – Informatyka – Życie Szkoły. Czasopismo Wyższej Szkoły Informatyki i Ekonomii Towarzystwa Wiedzy Powszechnej
- Słowo na Warmii i Mazurach (niedzielny dodatek do „Słowa Powszechnego”, ukazywał się w latach 1952-1981, powstał z inicjatywy członka Zarządu Głównego PAX – Wojciecha Kętrzyńskiego)
- Solidarność Olsztyńska (1981, następca „Biuletynu Informacyjnego”, wydawnictwo powielaczowe)
- Solidarność – Pismo Regionu Warmińsko-Mazurskiego (przez kilka miesięcy, technika powielaczowa)
- Sport i Turystyka Warmii i Mazur (2002, 2004)
- Spójnik (2000)
- Spółdzielca Warmii i Mazur (1958)
- Światło Chrystusa (pismo parafialne ukazujące się od 1994 r.)
- Świetlica Warmijsko-Mazurska (1946, miesięcznik, nieudana próba nawiązania do „Mazura” i „Gazety Olsztyńskiej” Pieniężnego, efemeryda)
- Towarzystwo (2004)
- Tygodnik Pojezierza (2003-2004, redagowany przez Jerzego Pantaka)
- Tygodnik Warmiński (2003)
- Underground (od 1998, pismo artystyczno-literackie
- Warmia i Mazury (1965, 1975, 1982, 1988, 2000) (od maja 1955, miesięcznik społeczno-kulturalny, od 1956 dwutygodnik, od 1958 ponownie miesięcznik, od 1982 jako dwutygodnik w zmienionej szacie graficznej, 1989 ponownie miesięcznik)
- Warmiński Informator Niepodległościowy (1989, gazetka Polskiej Partii Niepodległościowej na Okręg Olsztyński)
- Warmińskie Wiadomości Archidiecezjalne
- Wers (1989, zapowiadany jako kwartalnik, magazyn pod redakcją Tomasza Śrutkowskiego, Wydawnictwo Stowarzyszenia Społeczno-Kulturalnego „Pojezierze”)
- Wiadomości Uniwersyteckie (2004)
- Wolny Seminarzysta (1981)
- W Republice Zuchów (specjalny dodatek do „Brzasku”, adresowany do najmłodszych członków ZHP)
- Z życia Dajtek (od 1996 r.)
- Żeńcy (1981, periodyk NSZZ Rolników Indywidualnych „Solidarność” wsi warmińsko-mazurskiej, 1989)
- Żorna (1989, biuletyn wydawany w języku ukraińskim przez Igora Hrywnę)
- Żółta Strona (1993) (bezpłatne pismo reklamowo-ogłoszeniowe)
- Życie Kortowa (1960)
- Życie Olsztyńskie (1955)

## Prasa zakładowa
- Bieżące Informacje (pismo Wojewódzkiego Ośrodka Doradztwa Rolniczego w Olsztynie)
- Biuletyn (miesięcznik Okręgu Olsztyńskiego Związku Polskich Artystów Plastyków, od 1997)
- Biuletyn Informacyjny (od 1998, wydawany przez Miejskie Przedsiębiorstwo Energetyki Cieplnej)
- Biuletyn Informacyjny (kwartalnik Okręgowej Izby Aptekarskiej, ukazuje się od 1997)
- Biuletyn Informacyjny Urzędu Wojewódzkiego
- Biuletyn Lekarski (od. 1990, dwumiesięcznik samorządu lekarskiego, wydawany przez Okręgową Warmińsko-Mazurską Izbę Lekarską)
- Biuletyn Pielęgniarek i Położnych (od 1992, kwartalnik, organ Okręgowej Izby Pielęgniarek i Położnych Regionu Warmii i Mazur)
- Bieżące Informacje (od 1990, miesięcznik Wojewódzkiego Ośrodka Doradztwa Rolniczego w Olsztynie)
- Echa Indykpolu (od 1999, gazetka zakładowa Olsztyńskich Zakładów Drobiarskich)
- Najnowsze Wiadomości Olsztyńskiej Edukacji (dwumiesięcznik Kuratorium Oświaty i Wychowania, 1993)
- Na trasie (od 1996, pismo Miejskiego Przedsiębiorstwa Komunikacyjnego)
- Nasza Sztafeta (organ Dyrekcji Okręgowej Kolei Państwowych w Olsztynie, początkowo miesięcznik, potem dwutygodnik, wydawany w latach pięćdziesiątych XX w.)
- Nasza Praca (dwutygodnika wydawany przez Olsztyńskie Zjednoczenie Budownictwa Miejskiego, wydawany w latach pięćdziesiątych XX w.)
- Newsletter (gazetka informacyjna wydawana przez Olsztyński Klub Menedżera, 1995-196)
- Olsztyński Megawat (od 1994, dwumiesięcznik Zakładu Energetycznego)
- Olsztyńskie Wiadomości Higieniczne (od 1992, pismo Miejskiej Stacji Sanitarno-Epidemiologicznej)
- Poradnik Bankowy. Magazyn Klientów PKO Banku Polskiego SA Regionu Warmińsko-Mazurskiego
- Spółdzielca Warmii i Mazur (miesięcznik, pismo Związku Spółdzielni Pracy wydawany w latach pięćdziesiątych XX w.)
- Echo Skupu (biuletyn informacyjny Wojewódzkiego Związku Gminnych Spółdzielni „Samopomoc Chłopska”, wydawany w latach pięćdziesiątych XX w.)
- Samopomoc Chłopska
- Nasze Sprawy (od 1974, pismo Wojewódzkiego Przedsiębiorstwa Przemysłu Mięsnego w Olsztynie)
- Czcionką i Słowem (od 1971, kwartalnik wydawany przez Olsztyńskie Zakłady Graficzne im. Seweryna Pieniężnego. Wydawany do jesieni 1990)

## Gazetki szkolne
- Catholicus (pismo młodzieży Katolickiego Liceum Ogólnokształcącego, ukazywało się od 1999 r.)
- Catholicus-ek (pismo Gimnazjum Katolickiego, ukazywało się od 1999 r.)
- Cicer cum Caulle czyli Groch z Kapustą (pismo I Liceum Ogólnokształcącego im. A. Mickiewicza)
- Elyta. Organ (1991-1992, pismo IV LO)
- Gazetka Szkolna (1991, pismo Zespołu Szkół Elektrycznych i Telekomunikacyjnych)
- Kogel-Mogel (gazetka Szkoły Podstawowej nr 11 (1994)
- Libertum (1990, biuletyn Niezależnej Unii Młodzieży Szkolnej II LO)
- Merkuriusz Szkolny (od 1958, ukazywał się systematycznie przez 20 lat, wydawany techniką małej poligrafii, pismo młodzieży I Liceum Ogólnokształcącego im. A. Mickiewicza w Olsztynie)
- Mury Siódemki (1996, gazetka Szkoły Podstawowej nr 7)
- Piracik Literacki (1991-1992, gazetka Szkoły Podstawowej nr 4)
- Przegląd Pałacowy (od 1998, miesięcznik Pałacu Młodzieży w Olsztynie)
- Serce Warmii (pismo alumnów Wyższego Seminarium Duchownego, od lat 80.)
- Spójnik (miesięcznik V LO im Wspólnej Europy)
- Szkolpress (1996, pisemko Szkoły Podstawowej nr 33)
- Szubrawiec (1990, Nieregularnik Uczniów II LO w Olsztynie)
- Teraz My? Młody i bardzo młody Olsztyn literacki (1991, pismo Zespołu Szkół Elektrycznych i Telekomunikacyjnych)
- Toudi (1993, gazetka Szkoły Podstawowej nr 30)
- U Maryli. Salon nie tylko literacki (wydawany nieregularnie w latach 1992-1994, pismo Zespołu Szkół Samochodowych
- Vege / Vege II (1993-1994, pismo uczniów II LO w Olsztynie)
- Wszechpolak. Narodowe Pismo Młodzieży (wychodziło nieregularnie w latach 1992-1994, pod redakcją Stanisława Kryścińskiego)
- Zgaga (1992, gazetka Szkoły Podstawowej nr 7)